# زنبق النهار المتعدد الأزهار
زنبق النهار المتعدد الأزهار[بحاجة لمصدر] (الاسم العلمي:Hemerocallis multiflora) هو نوع من النباتات يتبع جنس زنبق النهار من الفصيلة المصفورية.